# Canthidium emoryi
Canthidium emoryi är en skalbaggsart som beskrevs av M. Alma Solis och Kohlmann 2004. Canthidium emoryi ingår i släktet Canthidium och familjen bladhorningar. Inga underarter finns listade.